# Charles Erwin Wilson

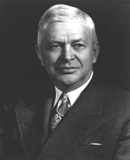
Charles Erwin Wilson

Charles Erwin Wilson (* 18. Juli 1890 in Minerva, Ohio; † 26. September 1961 in Norwood, Louisiana) war ein US-amerikanischer Manager und Politiker.

## Leben
Wilsons Eltern waren Thomas E. Wilson und Rosalind Unkefer Wilson Sein Vater war Schulleiter in Minerva, seine Mutter Lehrerin. Als Charles Wilson vier Jahre alt war, zog die Familie um nach Mineral City (Ohio), wo er die öffentliche Schule besuchte. 1904 zog die Familie nach Pittsburgh (Pennsylvania). Dort absolvierte er die Bellevue High School und studierte danach Elektrotechnik am Carnegie Institute of Technology 1909 schloss er das Studium als Elektroingenieur ab. Kurz darauf begann er ein Praktikum bei der Westinghouse Electric & Manufacturing Company, bei der er in den folgenden 10 Jahren angestellt blieb. Hier kam er in Kontakt mit der Automobilindustrie und sammelte Erfahrung mit der Massenproduktion. Seine größte Errungenschaft bei Westinghouse war seine Entwicklung eines elektrischen Anlassers 1912. Vier Jahre später leitete er die Entwicklungsabteilung für Autoelektrik. Im Ersten Weltkrieg war er zuständig für Westinghouse Radiogeneratoren und Elektromotoren.
Im April 1919 wurde ihm die Position eines Chefingenieurs bei der Remy Electric Company in Anderson (Indiana), einer Tochter von General Motors, übertragen. Die von ihm entwickelten Produkte trugen maßgeblich dazu bei, dass Remy Electric finanziell gesund blieb. Im Dezember 1921 wurde er Werksleiter und im Dezember 1924 Assistant General Manager, worauf bereits im Februar 1925 die Berufung als General Manager folgte.
1926 wurde die Dayton Engineering Laboratories Company, die 1920 zu GM gekommen war, mit der Remy Electric Company zusammengelegt. Wilson wurde Präsident und General Manager der neuen Delco-Remy Corporation mit damals 12.000 Angestellten. Damit war er verantwortlich für die Entwicklung der Delco-Batterien, des Lovejoy-Stoßdämpfers und von Industriemotoren für Kühlung und Waschmaschinen ebenso wie für Autobeleuchtungen.
Charles Wilson wurde im Januar 1929 Assistent des Präsidenten von General Motors, Alfred P. Sloan, und bereits im Mai des gleichen Jahres einer der Vizepräsidenten des Konzerns. In dieser Position war er verantwortlich für den Kauf der Winton Engine Company, der Electro-Motive Company (beide in Cleveland (Ohio)), der Northeast Electric Company in  Rochester (New York), der Allison Engineering Company in Indianapolis, der Sunlight Electrical Company, der Packard Electric Company in Warren und von McKinnon Industries, Ltd. in St. Catharines, Ontario (Kanada). Außerdem war er beteiligt am Erwerb einer Minderheitsbeteiligung an der Bendix Aviation Corporation und Teilen der North American Aviation. Am 1. Mai 1939 wurde er Executive Vice President und war als Nachfolger von Sloan vom 3. Juni 1946 bis 26. Januar 1953 CEO von General Motors.
Von 1953 bis 1957 war er unter Präsident Dwight D. Eisenhower der fünfte Verteidigungsminister der USA. Wilson gab eine der bestbezahlten Positionen seiner Zeit auf (US$ 600.000 Jahressalär und Aktionenoptionen in mehrfacher Millionenhöhe); das Ministergehalt betrug US$ 22.500. Während der Anhörung im Senat zu seiner Berufung erklärte er diesem bezüglich seiner GM-Anteile und möglicher Interessenkonflikte, er werde, so notwendig, auch gegen GM entscheiden. Er halte diesen Fall aber für unwahrscheinlich, da „for years I thought what was good for the country was good for General Motors and vice versa“. Später wurde dieser Satz in seiner verkürzten Form „What’s good for General Motors is good for the country“ (Was gut für GM ist, ist auch gut für unser Land) berühmt. Letztlich trennte er sich allerdings von seinen knapp 40.000 GM-Aktien.
Der Koreakrieg endete zu Beginn seiner Amtszeit mit einem Waffenstillstand und der De-facto-Teilung des Landes. Wilson verantwortete nachfolgend starke Einschnitte im Verteidigungsbudget und eine Neuausrichtung der Verteidigungspolitik. In seiner Amtszeit wurden die NATO und ihr südasiatisches Pendant, die SEATO, zu massiven Abschreckungsmechanismen gegenüber drohender sowjetischer Aggression ausgebaut. Wilson gilt als einer der Väter des amerikanischen Abschreckungskonzepts, das die gegenseitige Versicherung völliger Zerstörung als Garantie für den Frieden betrachtete („Gleichgewicht des Schreckens“). Er formulierte auch das Konzept eines Einsatzes taktischer Atombomben unterhalb der „Armageddon-Schwelle“ als eine strategische Option („abgestufte Abschreckung“). Am 2. Oktober 1957 trat Wilson zurück.
Danach akzeptierte er einen Sitz im Vorstand von General Motors. Er verstarb am 26. September 1961 in Norwood und wurde auf dem Acacia Park Friedhof in Beverly Hills (Michigan) beigesetzt.